# Quercus macranthera
Quercus macranthera (roble del Cáucaso o roble de Persia) es un árbol de hoja caduca de la familia de las fagáceas.  Está clasificada en la Sección Mesobalanus, el roble húngaro y sus parientes de Europa y Asia. Tiene los estilos largos; las bellotas maduran en unos 6 meses y tiene el sabor amargo, el interior de bellota tiene  pelo. La sección Mesobalanus está estrechamente relacionada con la sección Quercus y, a veces, está incluida en la misma.

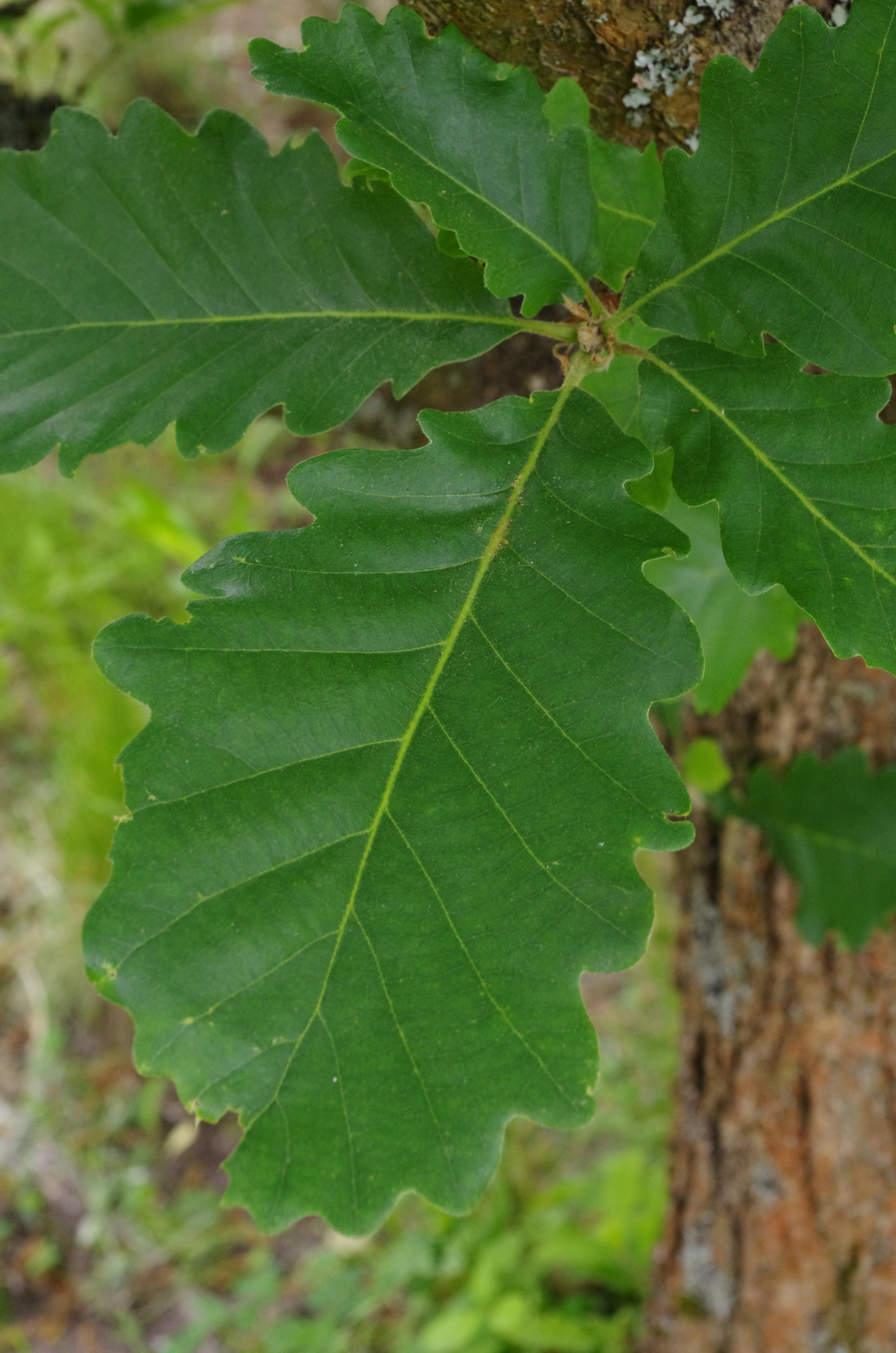
Detalle de las hojas

## Distribución
Es originario de Asia occidental (norte de Irán, Turquía; y en el Cáucaso en Armenia y Azerbaiyán) que ocasionalmente se cultiva como un árbol ornamental en Europa creciendo hasta los 30 metros de alto.

## Descripción
Quercus macranthera es un árbol caducifolio de rápido crecimiento. Puede crecer hasta los 25-30 m de altura y con una copa extendida. La corteza es de color púrpura gris y escamosa gruesa. Las ramas son de color marrón anaranjado tormentoso, gruesas, convirtiéndose en glabras; los brotes de 1 a 1,5 cm de largo, de color marrón oscuro rojo y peludos en la punta. Las hojas miden 10-20 por 7-13 cm, son obovadas lanceoladas a ovadas. El ápice es puntiagudo, la base cuneada, duras, coriáceas, margen de 8 a 12 pares de lóbulos poco profundos. Los lóbulos son más pequeños cerca del ápice, de color gris verde por encima , gris tomentoso por debajo . El pecíolo pubescente 1-2 cm de largo. Las flores masculinas son amentos pubescentes, de entre 5 a 8 cm de largo. Las bellotas hacen 2,5 cm de largo, ovoides, sésiles o casi cerrados, con una cúpula que ocupa la mitad de la bellota, con pequeñas escamas peludas, lanceoladas. Las bellotas maduran al cabo de 1 año.

## Taxonomía
Quercus macranthera fue descrita por Fisch. & C.A.Mey. ex Hohen.  y publicado en Bulletin de la Société Impériale des Naturalistes de Moscou 11(3): 259. 1838.
Etimología
Quercus: nombre genérico del latín que designaba igualmente al roble y a la encina.
macranthera: epíteto latín que significa "con grandes anteras".